# Lipovac (Pakrac)
Lipovac je naselje u Republici Hrvatskoj u Požeško-slavonskoj županiji, u sastavu grada Pakraca.

## Zemljopis
Lipovac se nalaze istočno od Pakraca, na sjeverozapadnim obroncima Psunja.

## Stanovništvo
Prema popisu stanovništva iz 2011. godine Lipovac nije imao stanovnika.
| broj stanovnika | 131   | 132   | 138   | 130   | 162   | 182   | 183   | 250   | 119   | 132   | 102   | 52    | 12    | 5     |       |       |       |
|                 | 1857. | 1869. | 1880. | 1890. | 1900. | 1910. | 1921. | 1931. | 1948. | 1953. | 1961. | 1971. | 1981. | 1991. | 2001. | 2011. | 2021. |